# Дюбоск, Юг
Юг Дюбо́ск (фр. Hugues Duboscq; род. 29 августа 1981, Сен-Ло) — французский пловец, трёхкратный бронзовый призёр Олимпийских игр, призёр чемпионатов мира, Европы и Франции. Рекордсмен Европы.

## Спортивная биография
Дебют на крупных соревнования для Юга Дюбоска пришёлся на чемпионате Европы 2000 года. На дистанции 100 метров брассом француз занял 4 место, отстав всего на 0,4 секунды от третьего места. Спустя 2 месяца состоялся дебют Дюбоска на Олимпийских играх в Сиднее. На 100-метровке брассом французский пловец сумел пробиться в полуфинал, но там оказать сопротивление более именитым соперникам не получилось. В итоге Юг занял лишь 16 место. В комплексной эстафете 4×100 метров Дюбоск в составе сборной Франции занял 7 место.
За следующие 4 года француз несколько раз становился призёром первенства Европы, но на чемпионатах мира выше 8 места подняться не получалось. На Олимпийских играх в Афинах от Дюбоска не ждали больших успехов. Несмотря на прогнозы первая же дисциплина (100 метров брассом) с его участием преподнесла сюрприз болельщикам и специалистам. Показав в предварительном раунде 6 время, а в полуфинале только 7 время француз не рассматривался в качестве претендента на пьедестал, но в финале Дюбоск показал очень хорошее время и стал бронзовым призёром игр. На дистанции 200 метров брассом Юг уже не смог показать хороший результат и занял лишь 25 место.
После успеха в Афинах результаты француза пошли вверх. Спустя год он впервые поднялся на пьедестал чемпионатов мира. В Мельбурне на 100-метровке брассом Дюбоск стал третьим. На чемпионате Европы 2008 года Юг стал серебряным и бронзовым призёром игр. Олимпийские игры 2008 года в Пекине стали наиболее успешными соревнованиями в карьере француза. В соревнованиях брассистов на дистанциях 100 и 200 метров Дюбоск дважды стал бронзовым медалистом игр, доведя количество олимпийских наград до трёх.
В 2009 году Юг показал свой лучший результат на чемпионатах мира, став серебряным призёром на 100-метровке. Через год Дюбоску покорился и чемпионат Европы. В составе эстафетной команды в комплексном плавании Юг стал чемпионом континентального первенства.
В 2012 году на летних Олимпийских играх в Лондоне Юг был заявлен для участия в комбинированной эстафете 4×100 метров, но в предварительных заплывах Дюбоска не включили в состав сборной, а в финал французская четвёрка не пробилась, заняв только 12-е место.